# Didymaria linariae
Didymaria linariae är en svampart som beskrevs av Pass. 1885. Didymaria linariae ingår i släktet Didymaria och familjen Mycosphaerellaceae.   Inga underarter finns listade i Catalogue of Life.